# تماثل (لغة)
'التماثل 'هو تأثر الأصوات المتجاورة بعضها ببعض. ومن علماء اللغة من يفرق بينه وبين المماثلة. فيقول رينهرد هرتمان: «[التماثل] نطق قطعة متأثر بنطق قطعة مجاورة.» ويقول دانييل جونس: «التماثل استعمال نوع من أنواع الصوت في الوقت الحالي. المماثلة استبدال صوت بآخر في ظروف خاصة.»

## المماثلة والتماثل
المماثلة (assimilation) تطلق على استبدال حرف بحرف آخر لوجود حرف ثالث في نفس الكلمة أو الجملة. أما التماثل (similitude) فهو نطق الحرف بطريقة أقرب إلى الحرف الذي يجاوره من غير استبداله.